# Дильман, Артур Валерьевич
Артур Валерьевич Дильман (род. 29 августа 1990, Алма-Ата) — казахстанский пловец, который специализировался на вольном стиле и индивидуальном комплексном плавании. Он представлял Казахстан на летних Олимпийских играх 2008 года в Пекине. На континентальном уровне завоевал в общей сложности шесть медалей (по две каждого достоинства). 

## Карьера
Дильман также провел свою студенческую спортивную карьеру в США в качестве члена команды по плаванию и прыжкам в воду «Друри Пантерс» под руководством главного тренера Брайана Рейнольдса, одновременно изучая спортивный менеджмент в Университете Друри в Спрингфилде, штат Миссури.
Дильман выступал за сборную Казахстана по плаванию на дистанции 200 м вольным стилем среди мужчин на летних Олимпийских играх 2008 года в Пекине. На игры он квалифицировался, заняв первое место с результатом 1:52.42 на Открытом чемпионате Казахстана в Алматы. На отборочном заплыве Дильман пытался удержаться за сингапурцем Брайана Тэем и эстонцем Владимира Сидоркина, направляясь к повороту на 150 метров за первые три места, но сбавил темп на последнем отрезке и финишировал пятым с результатом 1:52.90. Дильман не смог пройти в полуфинал, так как занял 52-е место из 58 пловцов в предварительном заплыве.
17 июня 2012 года Федерации плавания Казахстана распорядилась о шестимесячном отстранении Дильмана от участия в соревнованиях по плаванию после того, как его допинг-тест на запрещённое вещество метилгексанамин оказался положительным на открытом чемпионате ENKA в Стамбуле. 13 марта 2013 года Дильман помог своей студенческой команде «Друри Пантерс» завоевать девятый подряд титул в мужской эстафете вольным стилем во втором дивизионе NCAA.